# Distretto di Muratpaşa
Il distretto di Muratpaşa (in turco Muratpaşa ilçesi) è uno dei distretti della provincia di Adalia, in Turchia. Fa parte del comune metropolitano di Adalia.